# スヴァルトホルンカンメン山稜
スヴァルトホルンカンメン山稜（南緯71度31分 東経12度31分 / 南緯71.517度 東経12.517度座標: 南緯71度31分 東経12度31分 / 南緯71.517度 東経12.517度）は、南極のヴォールタート山脈ミトルレ・ペーターマン山脈のスヴァルトホルナ峰から北へ5海里（9km）に渡って伸びる高い岩稜である。1938-39年、ドイツ南極探検隊によって発見され、航空写真から描出された。1956-60年、ノルウェー南極探検隊が航空写真と調査から再描出・図示化し、Svarthornkammen（黒峰の尾根）と命名した。